# Dieter Arnold (Politiker)
Dieter Arnold (* 8. April 1973) ist ein deutscher Politiker (AfD). Bei der Landtagswahl 2023 wurde er in den Bayerischen Landtag gewählt.

## Berufliches
Arnold ist gelernter Schreiner. Nach zwölfjähriger Tätigkeit als Zeitsoldat bei der Bundeswehr war er 25 Jahre als Unternehmer im Bereich der Sicherheitsdienstleistungen tätig.

## Politik
Arnold ist seit Februar 2017 Mitglied der AfD, erster Kreisvorsitzender des AfD-Kreisverbandes Regensburg, Bezirksrat im Bezirk Oberpfalz und wurde 2023 für den Wahlkreis Oberpfalz in den Bayerischen Landtag gewählt. Dort ist Mitglied in den Ausschüssen für Europa, Umwelt und Petitionen. Er wurde von seiner Fraktion als Landtagsvizepräsident nominiert, erreichte jedoch nicht die erforderliche Mehrheit im Plenum.

### Positionen
Nach eigener Aussage trat Arnold aufgrund der Flüchtlingskrise in Deutschlands 2015/2016 in die AfD ein, um sich gegen eine angeblich unkontrollierte, gesetzwidrige Zuwanderung einzusetzen.
Arnold bezeichnete politischer Gegner als „korrupte Parasiten“, was Kontroversen auslöste. Später bezog er diese Aussage auf Korruptionsaffären in Regensburg und die Corona-Masken-Deals.
Als Werte betont er Patriotismus, Idealismus und Gerechtigkeit, selbst sieht er sich als „ehrlich und bodenständig“ und nicht als „rechts“. Jedoch spricht er „bestimmten Nationalitäten“ ab, kompatibel zur deutschen Mentalität zu sein.